# Impia Judaeorum perfidia
Impia Judaeorum perfidia è una lettera pontificia redatta da papa Innocenzo IV il 9 maggio 1244.. La lettera è indirizzata al re Luigi IX di Francia ed è denominata secondo il suo Incipit "L'empia incredulità dei Giudei" (in latino medievale: Impia Judaeorum perfidia).
La bolla raccomanda al re di far requisire e bruciare le copie del Talmud, libro ritenuto fiabesco e blasfemo, con il quale gli ebrei avrebbero tenuto i loro figli lontani dagli insegnamenti della legge e dei profeti, la cui conoscenza, altrimenti, avrebbe potuto avvicinarli alla fede cristiana.

## Il contesto: la disputa di Parigi
Pochi anni prima, il 25 giugno 1240, si era svolto a Parigi il primo "processo al Talmud", scatenato da una denuncia di Nicolas Donin (m. 1287), un ebreo divenuto francescano dopo essersi convertito al Cristianesimo nel 1235, che era stato espulso da una scuola ebraica nel 1225. Il processo aveva avuto luogo davanti al cancelliere della Sorbona, Eudes de Châteauroux. Da parte ebraica era presente il responsabile della scuola talmudica parigina Yechiel di Parigi (m. 1286), lo stesso che 15 anni prima aveva espulso Donin, oltre a Moïse de Coucy, Juda ben David e Samuel ben Salomon. Donin aveva citato diversi brani del Talmud per mostrare come esso incitasse all'eresia e all'odio contro i cristiani, come fosse pieno di bestemmie, come autorizzasse l'ebreo a derubare il «goyim». Donin, inoltre, sosteneva che il Talmud avrebbe accusato i non ebrei di omosessualità, di adulterio, e di zoofilia. I rabbini, inoltre, sarebbero stati responsabili di distorsioni della Bibbia, al fine di far prevalere le loro interpretazioni talmudiche. Il Talmud, quindi, sarebbe da loro considerato una "alia lex" superiore alla legge di Mosè, la Torah.
Il processo portò alla confisca dei libri ebraici. Il 20 giugno 1242 ne furono bruciati 24 carretti in Place de Grève.

## Contenuto della bolla
Informato per lettera degli avvenimenti, Innocenzo IV, nella sua lettera risponde affermando che gli ebrei trascurano la legge di Mosè e gli annunci dei profeti per seguire le loro tradizioni nonostante il rimprovero evangelico (cfr. Mc 7,6-13 e Mt 15,3-9). Con queste tradizioni essi nutrono i loro figli rendendoli completamente estranei alla Legge e ai Profeti, timorosi che essi si convertano, trovandovi l'annuncio profetico dell'Incarnazione. Dopo aver lodato il cancelliere e i dottori reggenti della Sorbona, che con l'approvazione del re avevano fatto il rogo pubblico di libri ebraici alcuni anni prima, il papa esorta il re di Francia a estendere l'iniziativa a tutto il suo regno.
Con l'occasione, inoltre, il papa ritorna su un problema, sollevato in precedenza da altri papi: la condizione dei cristiani servi o schiavi di ebrei e il conseguente pericolo di cadere nel peccato o perdere la fede. Innocenzo IV chiese che non fosse permesso agli ebrei di avere come balie o serve ("nutrices seu servientes")  delle donne cristiane "con cui compiono molte cose turpi" ("cum quibus turpia multa committunt").